# 9583 Clerke
9583 Clerke è un asteroide della fascia principale. Scoperto nel 1990, presenta un'orbita caratterizzata da un semiasse maggiore pari a 2,3922093 au e da un'eccentricità di 0,2764615, inclinata di 22,15666° rispetto all'eclittica.